# Муйнак
Муйна́к (кар. Moynaq; узб. Мўйноқ, Moʻynoq) — місто в Узбекистані, центр Муйнацького району Каракалпакстану. Населення 13 500 мешканців (перепис 2018). У перекладі з каракалпацької мови «мойнак» означає «бархан», з казахської — «перешийок», «вузька смуга суші».
Статус міста з 1963 року.

## Географія
Місто розташоване за 100 км на північ від залізничної станції Кунград (на лінії Бейнеу — Найманкуль), за 200 км від Нукуса. У 1970-их роках місто було розташоване на півострові в дельті Амудар'ї, на південному березі Аральського моря. 

### Клімат
Місто знаходиться у зоні, котра характеризується кліматом тропічних пустель. Найтепліший місяць — липень із середньою температурою 27.5 °C (81.5 °F). Найхолодніший місяць — січень, із середньою температурою -6.3 °С (20.7 °F).
| Клімат Муйнака          | Клімат Муйнака | Клімат Муйнака | Клімат Муйнака | Клімат Муйнака | Клімат Муйнака | Клімат Муйнака | Клімат Муйнака | Клімат Муйнака | Клімат Муйнака | Клімат Муйнака | Клімат Муйнака | Клімат Муйнака | Клімат Муйнака |
| Показник                | Січ.           | Лют.           | Бер.           | Квіт.          | Трав.          | Черв.          | Лип.           | Серп.          | Вер.           | Жовт.          | Лист.          | Груд.          | Рік            |
| Середня температура, °C | −6,3           | −5,4           | 2,6            | 12,9           | 20,4           | 25,1           | 27,5           | 24,7           | 18,5           | 9,8            | 3,4            | −2,6           | 10,9           |
| Норма опадів, мм        | 11.2           | 9.4            | 16.9           | 17.3           | 8.7            | 7.2            | 3.8            | 3.7            | 3.4            | 10.8           | 15.7           | 11.9           | 120            |
| Днів з опадами          | 6,8            | 5,3            | 6,3            | 6,2            | 4,3            | 3,3            | 2,2            | 1,7            | 2,3            | 4,5            | 5,1            | 6,5            | 54,5           |
| Вологість повітря, %    | 83.1           | 79.5           | 71.5           | 56.1           | 46.7           | 44.5           | 45.8           | 48.9           | 51.9           | 60.6           | 72.9           | 82.9           | 62             |
| ----------------------- | -------------- | -------------- | -------------- | -------------- | -------------- | -------------- | -------------- | -------------- | -------------- | -------------- | -------------- | -------------- | -------------- |
| Джерело: Weatherbase    |                |                |                |                |                |                |                |                |                |                |                |                |                |

## Економіка
Колишній порт на Аральському морі. Муйнацький рибоконсервний завод був найбільшим у Середній Азії. Однак зараз місто розташоване за 200 км на південь від Аральського моря, у зв'язку з пересиханням останнього. Поблизу Муйнака було ондатрове промислове господарство.

### Протести 2022 року
1 липня 2022 року в Муйнаку (після Нукуса) розпочалися протести після того, як президент Узбекистану Шавкат Мірзієв запропонував скасувати автономію республіки.
На громадське обговорення було винесено проєкт нової редакції Конституції Узбекистану, в котрій із опису статуса Республіки Каракалпакстан видалено слово «суверенна», а також забрано згадку про право республіки на відокремлення від Узбекистану, в республіці почалися протести.

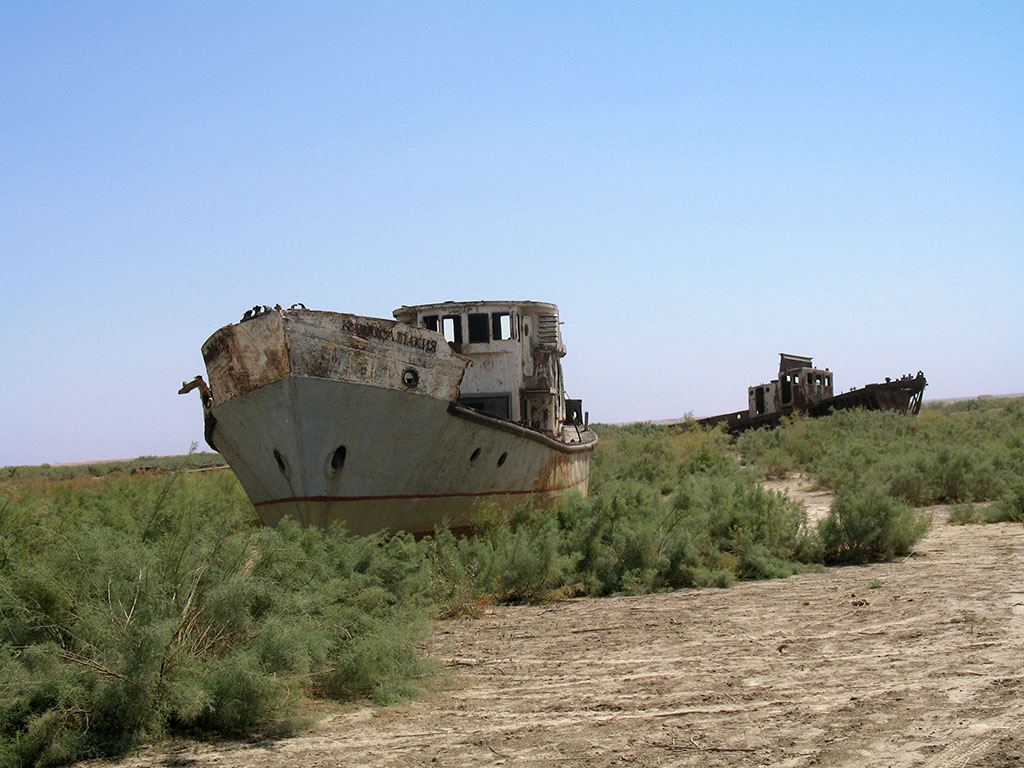
Покинуті кораблі в колишньому порту
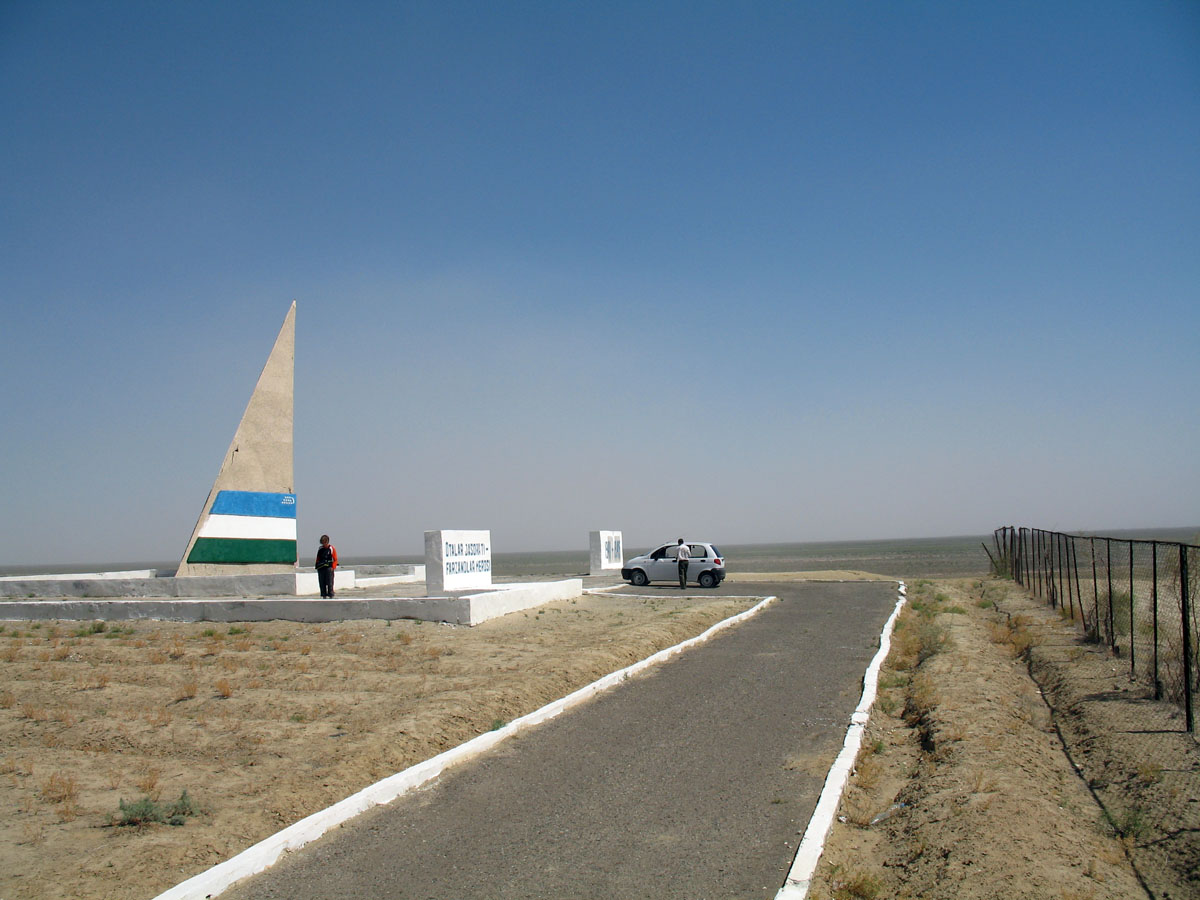
Пам'ятник, встановлений на колишньому березі моря
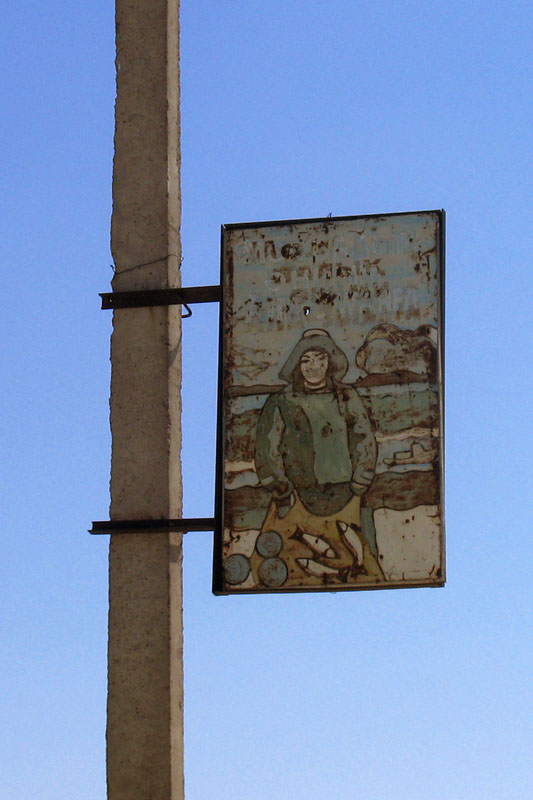
Згадка по минуле: плакат з рибалкою